# 矢部新作
矢部 新作（やべ しんさく、1864年（元治元年）- 1893年（明治26年）10月1日）は、日本の自由民権運動家、ジャーナリストである。号は五洲。

## 経歴・人物
下野に生まれ、明治維新後に朝野新聞に入社し自由民権運動に加わる。1883年（明治16年）に発生した筆禍事件に関与したことによって、刑務所に投獄された。刑期を終え釈放後はジャーナリストとしての活動を始める。
初めは関西日報に勤務したが、その後は東京横浜毎日新聞に転勤し後に郵便報知新聞に入社した。